# Krystyna Rachel-Świrska
Krystyna Rachel-Świrska, z d. Tchórz (ur. 9 marca 1951 w Katowicach) – polska florecistka, indywidualna mistrzyni Polski (1984), trener szermierki.

## Kariera sportowa
W latach 1969–1981 była zawodniczką GKS Katowice, w latach 1989-1991 AZS-AWF Warszawa. W 1984 została indywidualną mistrzynią Polski, w 1972, 1974, 1976 i 1977 drużynową mistrzynią Polski, w 1987 indywidualną wicemistrzynią Polski, w 1975, 1979, 1981, 1982, 1984, 1986, 1990 i 1991 drużynową wicemistrzynią Polski, w 1973, 1975, 1979, 1982 i 1986 brązową medalistką mistrzostw Polski indywidualnie, w 1973, 1978 i 1989 brązową medalistką mistrzostw Polski w drużynie. 
W latach 1985–1989 pracowała jako trener w GKS Katowice, w latach 1990-2006 w Pałacu Młodzieży Katowice, od 2007 w UKS Wołodyjowski Siemianowice Śląskie, którego była założycielką. 